# Luislândia
Luislândia là một đô thị thuộc bang Minas Gerais, Brasil. Đô thị này có diện tích 424,748 km², dân số năm 2007 là 6432 người, mật độ 16 người/km².